# Симфонія № 40 (Моцарт)
Симфонія № 40, соль мінор KV 550, один із найвідоміших творів Вольфганга Амадея Моцарта, закінчена 25 липня 1788 року. Одна з двох (разом з симфонією № 25) мінорних симфоній Моцарта.
Твір написано для симфонічного оркестру, до складу якого входять флейта, два гобої, два кларнети, два фаготи, дві валторни і струнні інструменти. Складається з чотирьох частин, розміщених традиційно для класичного сонатно-симфонічного циклу:
1. Molto allegro
2. Andante
3. Menuetto ― Trio
4. Allegro assai

## Питання щодо прем'єри
Документи, що підтверджують факт виконання симфонії за життя композитора, не відомі. Однак американський музикознавець Ніл Заслав (1983) подає досить переконливі непрямі докази цього припущення. У часовому проміжку між створенням симфонії та смертю композитора відбулося кілька концертів, на яких виконували його музику, і симфонія, назву та тональність якої не вказано, фігурує в програмках до трьох таких концертів:
- Дрезден, 14 квітня 1789
- Лейпциг, 12 травня 1789
- Франкфурт, 15 жовтня 1790

Крім того, на копіях афіш концерту Музичачніного товариства у Відні 17 квітня 1791 під орудою Антоніо Сальєрі зазначено такий пункт програми: «Велика симфонія, яку скомпонував пан Моцарт».
Дуже важливо, що Моцарт здійснив другу редакцію симфонії (збереглися рукописи обох версій). На думку дослідника, «це показує, що симфонію виконували, адже Моцарт навряд чи завдавав би собі клопоту — додавав би партію кларнетів і задля узгодження переписував би партії флейти та гобоїв, якби не мав на увазі конкретного виконання твору.» Заслав додає: «Версія без кларнетів, мабуть, також виконувалась; переінструментування двох пасажів у повільній частині, ймовірно, викликано тим, що Моцарт почув свою роботу і виявив місця, які потребують поліпшення.»
Отто Еріх Дойч припускає, що Моцарт призначив цю симфонію для серії з трьох концертів у новому казино на Шпіґельґассе 1788 року. Немає достеменних свідчень про те, що вони відбулися. На думку Заслава, відбувся лише один.

## Музика

### Перша частина
Перша частина починається викладенням головної теми в партії скрипок у супроводі фігурацій у низьких струнних. Подібне фактурне рішення мають початок фортепіанного концерту № 27 і арія Керубіно з опери «Весілля Фігаро».

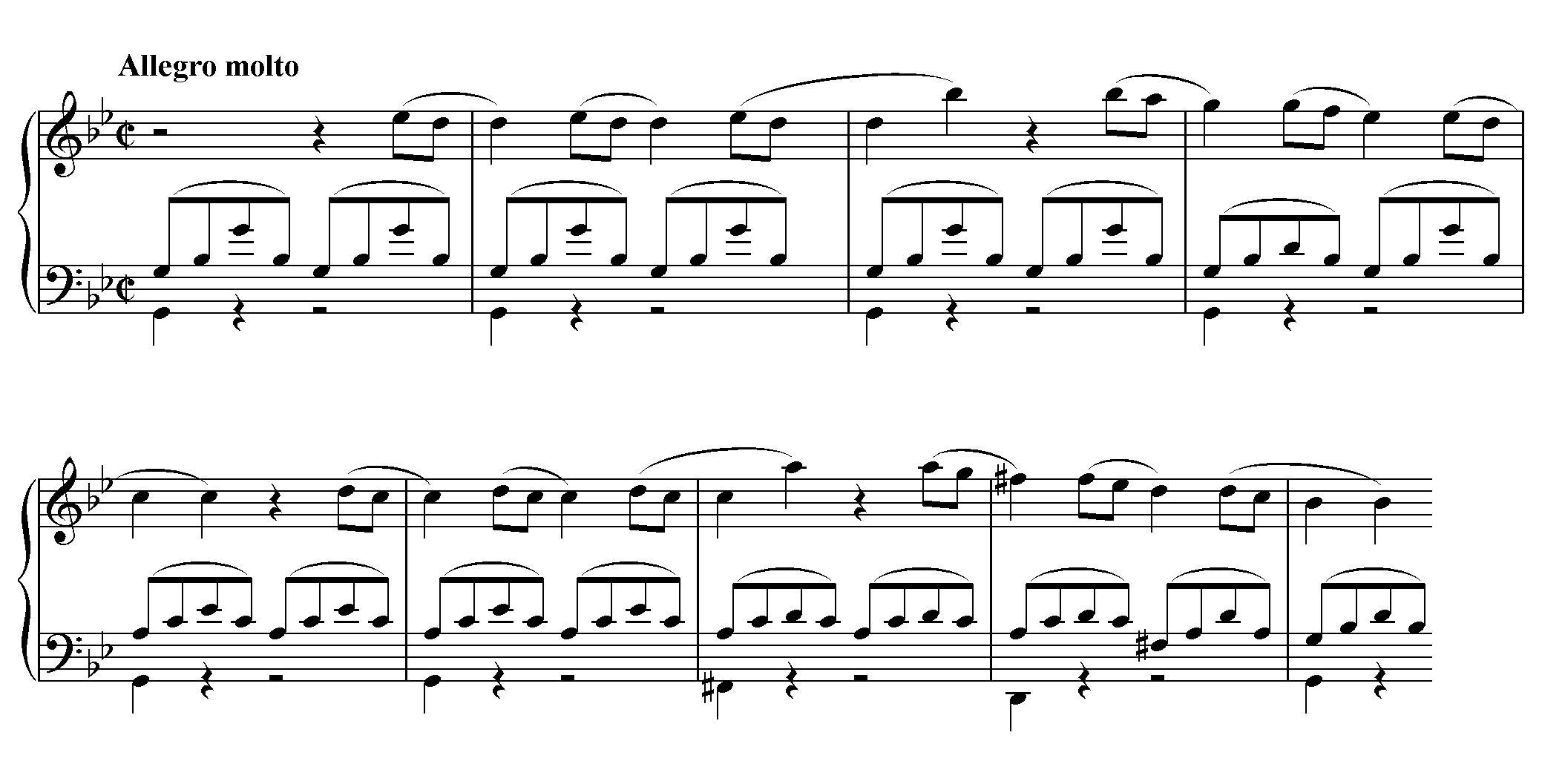
В. А. Моцарт, симфонія № 40. головна партія першої частини (фортепіанне перекладення).

Сполучна партія тематично самостійна, в репризі її широко розвинено.
Побічна партія, що в експозиції звучить в паралельному мажорі, спокійнішого характеру й певною мірою вишуканіша завдяки хроматичним інтонаціям.

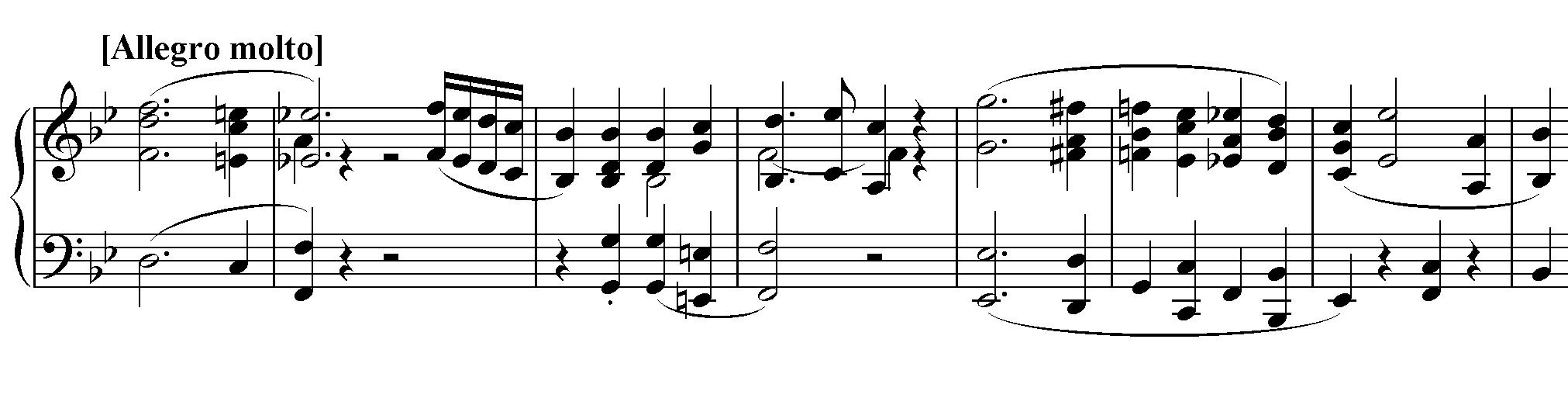
В. А. Моцарт, симфонія № 40. Побічна партія першої частини (фортепіанне перекладення).

Заключну партію побудовано на низхідних секундових інтонаціях першої фрази головної партії. В експозиції стверджує тональність побічної партії (сі-бемоль мажор).
Розробка починається у фа-дієз мінорі (другий ступінь спорідненості з основною тональністю), модуляція до якої здійснюється через зменшений септакорд. Дальший розвиток характеризується частою зміною тональностей, а також використанням прийомів поліфонії та мотивного виділяння, яке виступає засобом її динамізації.
Перехід до репризи здійснюється шляхом виокремлення першого секундових інтонацій головної теми і встановлення домінанти основної тональності соль мінор. Реприза відзначається широким розвитком сполучної партії, побічна проводиться в основній — мінорній тональності. Зміна ладового нахилу побічної надає трохи меланхолійного характеру.

### Друга частина
Друга частина (Andante) контрастує з першою повільнішим темпом і ліричнішим характером. Основна тональність — мі-бемоль мажор. Написана у сонатній формі.
В головній партії привертає увагу висхідне затримання (тт 5-6).

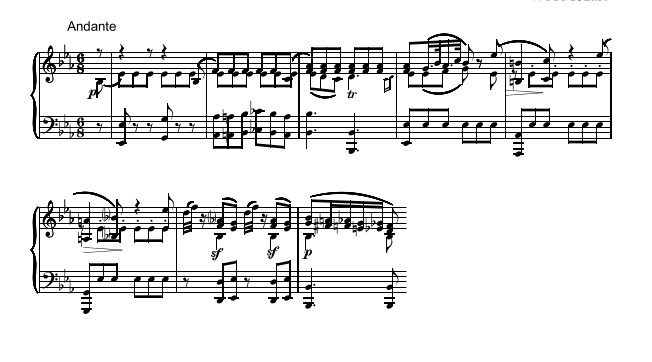
В. А. Моцарт, симфонія № 40. Головна партія другої частини (фортепіанне перекладення).

Побічна звучить в домінантовій тональності (сі-бемоль мажор) і мало контрастує головній.

### Третя частина
Третю частину написано в основній тональності симфонії, соль мінор. Взявши менует як жанрову основу цієї частини, Моцарт, однак, досягає в ній незвичного, як на цей жанр, драматизму, зокрема завдяки прийомам мотивного членування, імітаційної поліфонії, а в заключних тактах — хроматичним ходам.

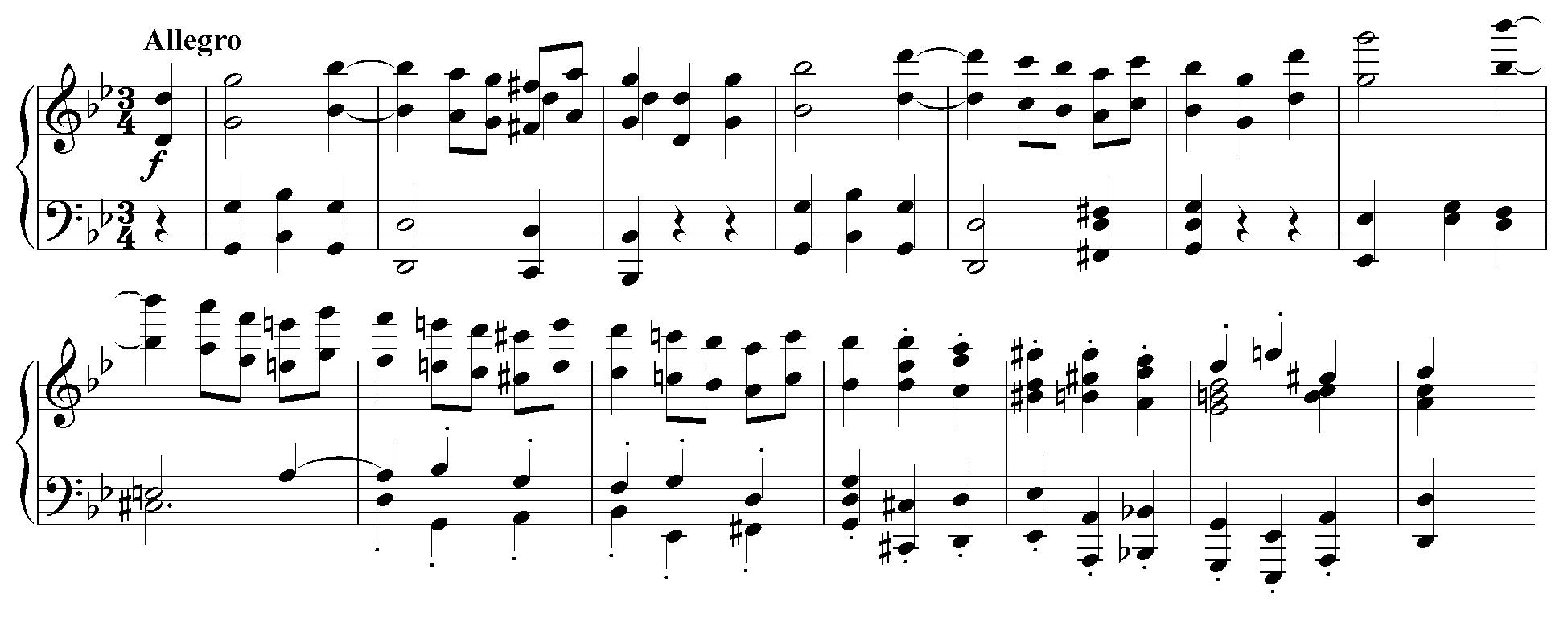
В. А. Моцарт, симфонія № 40. Перша тема третьої частини (фортепіанне перекладення).

Середня частина контрастує з крайніми більш танцювальним характером і ладовим забарвленням (написана в однойменному мажорі)

### Фінал
Фінал написано в сонатній формі. Головна партія складається з двох контрастних елементів — перший має в основі висхідний хід по звуках мінорного тризвуку, що виконується струнними на піано, другий — тутті, з кадансуючою гармонією, подібний до заключної партії першої частини.
Як і в першій частині, побічна фіналу контрастує з головною світлішим і вишуканішим характером, звучить у паралельному мажорі, а в репризі — в соль мінорі, змінюючи свій лад.
Розробка — тонально нестійка, динамізована. Як і в першій частині, її початок характеризується зміненими гармоніями:
У репризі стверджується основна тональність.

## Запис
Запис симфонії у виконанні Симфонічного оркестру м. Фульда (Німеччина) здійснений 2001 року й доступний за посиланнями: